# Поверхня Новіуса

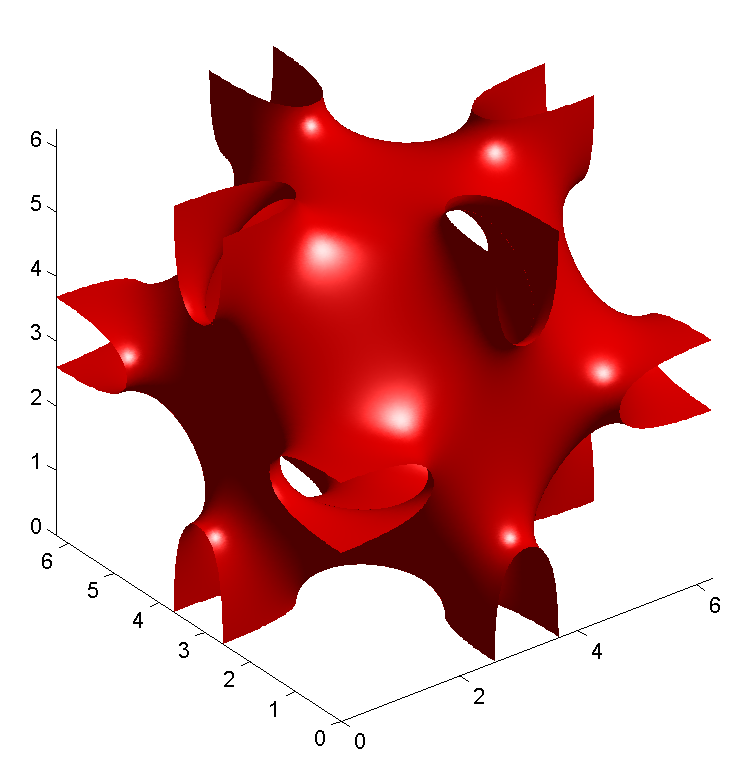
Мінімальна поверхня Новіуса в одиничній комірці.

У диференціальній геометрії поверхня Новіуса - це триперіодична мінімальна поверхня, вперше досліджена фінським математиком Едвардом Рудольфом Новіусом (дядьком Рольфа Неванлінна).
Поверхня має рід 9, що розділяє простір на два нескінченні нееквівалентні лабіринти. Як і багато інших три-періодичних мінімальних поверхонь, її досліджували у зв'язку з мікроструктурою блок-кополімерів, сумішей поверхнево-активних речовин та кристалографією м'яких матеріалів.
Поверхню можна наблизити за допомогою рівня встановленої поверхні 
{\displaystyle 3[\cos(x)+\cos(y)+\cos(z)]+4\cos(x)\cos(y)\cos(z)=0}
У категоризації Шоена вона називається поверхнею C(P), оскільки вона є «доповненням» P поверхні Шварца. Її можна розширити за допомогою додаткових ручок, тоді вона наближається до розширеного правильного октаедра (за категоризацією Шьона).